# Bandiera di Hexigten
La bandiera di Hexigten (克什克腾旗S, Kèshíkèténg QíP) è una bandiera della Cina, appartenente alla regione autonoma della Mongolia Interna e amministrata dalla prefettura di Chifeng.